# Інкретини
Інкретини — це група метаболічних гормонів, які відіграють вирішальну роль у регулюванні рівня глюкози в крові та секреції інсуліну. Ці гормони вивільняються зі шлунково-кишкового тракту у відповідь на споживання їжі, зокрема вуглеводів, і виконують кілька важливих функцій у гомеостазі глюкози.

## Основні інкретини
- Глюкагоноподібний пептид-1 (GLP-1)
- Глюкозозалежний інсулінотропний поліпептид (GIP)

## Вироблення та секреція
- GIP виробляється К-клітинами у верхніх відділах шлунково-кишкового тракту (дванадцятипала та верхня частина худої кишки).
- GLP-1 виробляється L-клітинами нижніх відділів шлунково-кишкового тракту (тонкий і товстий кишечник).

Секреція інкретинів запускається:
- Споживанням поживних речовин, особливо вуглеводів
- Коротколанцюговими жирними кислотами, що виробляються кишковими мікроорганізмами

## Функції
1. Секреція інсуліну: інкретини стимулюють вивільнення інсуліну з бета-клітин підшлункової залози у глюкозозалежний спосіб. Це означає, що вони посилюють секрецію інсуліну тільки тоді, коли рівень глюкози в крові підвищений, допомагаючи запобігти гіпоглікемії.
2. Секреція глюкагону: GLP-1 пригнічує вивільнення глюкагону з альфа-клітин підшлункової залози, додатково сприяючи регуляції рівня глюкози в крові.
3. Спорожнення шлунка: інкретини, зокрема GLP-1, уповільнюють швидкість спорожнення шлунка, що допомагає контролювати всмоктування поживних речовин у кров.
4. Регуляція апетиту: GLP-1 може безпосередньо зменшувати споживання їжі, сприяючи контролю апетиту.

## Ефекти
Ефект інкретину — це явище, коли пероральний прийом глюкози викликає сильнішу відповідь на інсулін порівняно з внутрішньовенним введенням глюкози, яке призводить до такого ж рівня глюкози в крові. Цей ефект відповідає за до 70 % відповіді інсуліну на пероральний прийом глюкози.

## Медичне значення
1. Лікування цукрового діабету 2 типу: для лікування цукрового діабету 2 типу було розроблено терапію на основі дії інкретинів. До них належать: інгібітори ДПП-4 (наприклад, ситагліптин), агоністи рецепторів GLP-1 (наприклад, ексенатид, семаглутид)
2. Лікування ожиріння: деякі препарати на основі інкретину, такі як семаглутид, були схвалені для лікування ожиріння через їх вплив на апетит і споживання їжі.
3. Переваги для серцево-судинної системи: нещодавні дослідження показали, що агоністи рецепторів GLP-1 можуть зменшити кількість серцево-судинних ускладнень і подовжити життя у пацієнтів з високим ризиком діабету 2 типу.

Отже, інкретини є важливими гормонами в регуляції та метаболізмі глюкози, що має суттєве значення для лікування діабету та ожиріння. Їх відкриття і подальша розробка терапії на основі інкретинів зробили революцію в лікуванні цих станів.

## Історія відкриття

### Ранні спостереження та гіпотези
Наприкінці 19 століття фізіологи почали приділяти увагу механізмам секреції підшлункової залози. Клод Бернар (Claude Bernard) помітив, що більшу кількість глюкози можна вводити перорально, ніж внутрішньовенно, не викликаючи при цьому глюкозурії, що призвело до появи ранніх гіпотез про регуляцію глюкози.

### Народження концепції інкретину
У 1902 році Бейлісс (Bayliss) і Старлінг (Starling) відкрили секретин, перший гормон, який заклав основу ендокринології.
1906 року Мур (Moor) та ін. припустили, що слизова оболонка дванадцятипалої кишки може виділяти речовину, яка впливає на утилізацію глюкози шляхом стимуляції секреції підшлункової залози. Вони намагалися лікувати діабет за допомогою ін'єкцій екстрактів кишечника, але безуспішно.

### Ранні експерименти
У 1929 році Зунц (Zunz) і Ла Барре (La Barre) використовували експерименти з перехресним кровообігом на собаках, щоб продемонструвати залежні від підшлункової залози гіпоглікемічні ефекти після ін'єкції екстрактів верхніх відділів кишечника.
Термін «інкретин» був запропонований у 1932 році бельгійським фізіологом Жаном Ла Барре для позначення гормону кишківника, який стимулює ендокринну функцію підшлункової залози, включаючи вивільнення інсуліну. Ла Барре також припустив, що інкретини можна використовувати для лікування цукрового діабету.

### Підтвердження інкретинового ефекту
Розвиток технологій біохімічного аналізу наприкінці 1950-х років дозволив безпосередньо продемонструвати збільшення секреції інсуліну після перорального та внутрішньовенного введення глюкози. Розробка радіоімунного аналізу (РІА) в 1960 році зробила революцію в дослідженні гормонів. У 1964 році Перлі та Кіпніс (Perley and Kipnis) продемонстрували, що шлунково-кишкові ендокринні фактори відповідальні за посилену секрецію інсуліну, встановивши те, що зараз відоме як "інкретиновий ефект ".

### Ідентифікація специфічних інкретинів
У 1970-х і 1980-х роках дослідники ідентифікували специфічні гормони, що відповідають критеріям інкретинів: глюкозозалежний інсулінотропний поліпептид (GIP) був відкритий у 1970 році. Глюкагоноподібний пептид-1 (GLP-1) був ідентифікований між 1983 і 1988 роками.
Річард Гудман (Richard Goodman) і П. Кей Лунд (P. Kay Lund), працюючи в лабораторії Джоела Хабенера (Joel Habener) в Массачусетській лікарні на початку 1980-х років, виявили, що ген проглюкагону кодує три пептиди: глюкагон і два нових пептиди (пізніше ідентифіковані як GLP-1 і GLP-2).

### Кінець 20-го століття
Дослідження показали, що GIP неефективний у стимулюванні секреції інсуліну у пацієнтів з діабетом 2 типу.
Було виявлено, що GLP-1 має корисні ефекти у пацієнтів з діабетом 2 типу і демонструє потужні антидіабетичні властивості.

### 21 століття: терапевтичне застосування та нові ідеї
Були розроблені методи лікування на основі ефектів інкретинів для лікування діабету 2 типу та ожиріння.
Нещодавні дослідження припускають, що глюкагон також може відігравати роль інкретину, сприяючи фізіологічній секреції інсуліну.